# Salticus albovittatus
Salticus albovittatus är en spindelart som beskrevs av Lucas 1846. Salticus albovittatus ingår i släktet Salticus och familjen hoppspindlar. Inga underarter finns listade i Catalogue of Life.